# Raymond Somerville
Raymond „Bud“ Somerville (* 27. Januar 1937 in Superior, Wisconsin; † 13. Oktober 2023 ebenda) war ein US-amerikanischer Curler. 
Sein internationales Debüt hatte Somerville beim Vorgänger der Weltmeisterschaft, dem Scotch Cup 1965 in Perth, wo er die Goldmedaille gewann.
Somerville spielte als Third der US-amerikanischen Mannschaft bei den XV. Olympischen Winterspielen 1988 in Calgary und als Skip bei den XVI. Olympischen Winterspielen 1992 in Nagano im Curling. Die Mannschaft belegte 1988 den fünften Platz und 1992 gewann das Team die olympische Bronzemedaille nach einem 9:2-Sieg im Spiel um den 3. Platz gegen Kanada um Skip Kevin Martin. Da Curling damals noch eine Demonstrationssportart war besitzt die Medaille keinen offiziellen Status.
Bei der Curling-Weltmeisterschaft der Herren 1995 hatte er seinen letzten internationalen Auftritt. Im Team seines Sohnes Tim belegte er als Alternate den vierten Platz.
1984 wurde Raymond Somerville als Erster in die United States Curling Hall of Fame berufen.
Raymond Somerville starb im Oktober 2023 im Alter von 86 Jahren.

## Erfolge
- Weltmeister 1965, 1974
- 2. Platz Weltmeisterschaft 1969, 1981
- 3. Platz Olympische Winterspiele 1992 (Demonstrationswettbewerb)
- 3. Platz Weltmeisterschaft 1968
- US-amerikanischer Meister 1965, 1968, 1969, 1974, 1981